# Proiezione di Gauss-Boaga
La proiezione di Gauss-Boaga è la proiezione cartografica proposta nel 1940 dal prof. Giovanni Boaga - quando era a capo dell'Istituto Geografico Militare - e che è stata adottata in gran parte della cartografia ufficiale italiana. Il sistema Gauss-Boaga definisce, oltre alla proiezione cartografica, anche il sistema geodetico di riferimento Roma 40.
La celebre Carta d'Italia dell'IGM in scala 1:25.000 (serie 25V), è stata redatta in coordinate Gauss-Boaga, poi abbandonate in favore della proiezione universale trasversa di Mercatore (UTM).

## Il sistema Gauss-Boaga
La proiezione cartografica definisce il metodo per proiettare sul piano cartesiano le coordinate geografiche dei punti posizionati sulla superficie dell'ellissoide. Si tratta quindi di una trasformazione matematica che a partire dalle coordinate geografiche φ (latitudine) e λ (longitudine), calcola le coordinate cartografiche x e y sul piano. Si possono definire anche le formule inverse che permettono di calcolare φ e λ se sono note x e y.
La proiezione Gauss-Boaga appartiene alla famiglia delle proiezioni cilindriche, che operano proiettando ciascun punto della superficie dell'ellissoide dal centro verso un cilindro tangente all'ellissoide stesso. Mentre la famosa proiezione di Mercatore utilizza un cilindro tangente all'equatore, la proiezione Conforme di Gauss (o proiezione trasversa di Mercatore) utilizza un cilindro tangente ad un meridiano, detto meridiano di riferimento.
{Figura del cilindro tangente}
Il meridiano di riferimento e l'equatore formano sulla mappa segmenti di retta che si intersecano ad angolo retto nell'origine delle coordinate. Gli altri meridiani e paralleli sono invece curve complesse che accentuano la loro curvatura man mano che ci si allontana dall'origine.
{Figura della carta, con la distorsione}
Come tutte le proiezioni sul piano di una superficie a doppia curvatura, anche quella di Gauss è affetta da deformazione, in particolare la famiglia delle proiezioni di Gauss deformano (aumentano) le distanze quanto più ci si allontana dal meridiano di riferimento. Tuttavia la sua natura di proiezione conforme fa sì che le forme geometriche siano preservate in intorni sufficientemente piccoli e che gli angoli misurati sulla carta corrispondano agli angoli misurati sul terreno.
La proiezione di Gauss-Boaga è un caso particolare della proiezione di Gauss ed è caratterizzata dalle seguenti proprietà:
- Adotta l'Ellissoide Internazionale 1924 (proposto da Hayford nel 1909), caratterizzato da semiasse equatoriale a = 6378388 metri e schiacciamento α = 1/297.00.
- Esistono due proiezioni distinte: fuso Ovest e fuso Est, che differiscono per la scelta dei meridiani di riferimento. Essi sono posti rispettivamente a 9° e a 15° ad Est di Greenwich. Ciascuna proiezione copre una zona di longitudine ampia 6°, separate dal meridiano posto a 12°.

{Figura Fuso Ovest e Fuso Est}
- Per la proiezione utilizza un cilindro non esattamente tangente all'ellissoide, ma leggermente secante. In questo modo la distorsione di scala viene ridotta (di un fattore 0.9996) e maggiormente distribuita.

{Figura cilindro secante}
- Le coordinate si esprimono in metri. Per evitare l'utilizzo di numeri negativi per la x, si impone arbitrariamente al meridiano centrale del fuso Ovest una coordinata x pari a 1500000, detta anche falso Ovest. Al meridiano centrale del fuso Est si impone invece un falso Est di 2520000. In questo modo la prima cifra della longitudine indica a quale fuso facciamo riferimento: cifra 1 per il fuso Ovest, cifra 2 per il fuso Est.

Infine il sistema proposto da Boaga definisce anche la posizione dell'ellissoide rispetto alla superficie terrestre. L'ellissoide venne orientato in modo tale che la sua normale coincidesse con la verticale (indicata dal "filo a piombo") passante per il vertice geodetico di Roma Monte Mario e al vertice stesso vennero attribuite coordinate geografiche φ = 41° 55' 25".51 e λ = 12° 27' 08".40. Questo orientamento prende il nome di datum Roma 40.

## Evoluzione del sistema cartografico nazionale
Il sistema cartografico nazionale è stato aggiornato nel 1950 quando - a seguito di accordi a livello europeo - è stato introdotto l'European Datum 1950 (ED50). In pratica l'ellissoide di riferimento è rimasto quello di Hayford, ma il suo orientamento rispetto alla superficie terrestre è cambiato leggermente utilizzando come nuovo riferimento un vertice a Potsdam, nei pressi di Berlino. Di conseguenza le coordinate di Roma Monte Mario risultarono: φ = 41° 55' 31".487 e λ = 12° 27' 10".930.
Un ulteriore aggiornamento è derivato dall'introduzione del datum WGS84 (per la precisione il WGS84 in Europa si materializza nel sistema ETRF89). Il nuovo sistema è giustificato dall'introduzione del sistema GPS e dalla necessità di armonizzare a livello globale il datum. In questo caso varia sia l'ellissoide (semiasse equatoriale a = 6378137 e schiacciamento α = 1/298.257223563) sia l'orientamento. Le coordinate di Roma Monte Mario risultano quindi di nuovo leggermente diverse: φ = 41° 55' 27".851 e λ = 12° 27' 07".658.
Le ultime evoluzioni del sistema cartografico nazionale prevedono l'abbandono della proiezione di Gauss-Boaga nei due fusi Ovest ed Est in favore della proiezione Universale Trasversa di Mercatore (UTM). In particolare il fuso Ovest viene sostituito dal fuso 32 UTM e il fuso Est viene sostituito dal fuso 33 UTM. Anche la proiezione UTM prevede l'utilizzo di un cilindro leggermente secante l'ellissoide. In ogni fuso di riferimento viene assegnato al meridiano centrale un falso est pari a 500000 m, per questo motivo nel sistema UTM non è possibile desumere il fuso semplicemente osservando il valore di longitudine.

## Vertice geodetico di Roma Monte Mario
Coordinate WGS84: 41°55′27.85″N 12°27′07.66″E
Le coordinate geografiche del vertice geodetico di Roma Monte Mario differiscono leggermente a seconda del datum di riferimento utilizzato:
| Datum  | Latitudine N    | Longitudine E   |
| ------ | --------------- | --------------- |
| Roma40 | 41° 55' 25".510 | 12° 27' 08".400 |
| ED50   | 41° 55' 31".487 | 12° 27' 10".930 |
| WGS84  | 41° 55' 27".851 | 12° 27' 07".658 |

## Codici EPSG
Il comitato European Petroleum Survey Group ha assegnato dei codici per identificare in modo univoco i sistemi di riferimento geodetici adottati nelle varie realtà nazionali. Al sistema Gauss-Boaga sono state assegnate due coppie di codici. Nella prima coppia non compare il concetto di primo meridiano, si tratta dei codici EPSG 3003 (fuso Ovest) e EPSG 3004 (fuso Est).
La seconda coppia di codici EPSG 26591 (fuso Ovest) e EPSG 26592 (fuso Est) differisce per l'aggiunta del concetto di primo meridiano; ad esempio nel fuso Ovest il meridiano di riferimento non è più indicato come quello posto a 9° Est rispetto a Greenwich, ma come quello posto a -3°.45233333333333 rispetto al meridiano di Monte Mario Roma (12°.45233333). Il passaggio dal sistema EPSG 3003 al 26591 non richiede alcuna trasformazione di coordinate, così come il passaggio dal 3004 al 26592.
Nel 2003 EPSG ha dichiarato deprecato l'uso dei codici 26591 e 26592 fornendo la seguente motivazione: Associated with incorrect datum resulting in map projection longitude being incompatible with prime meridian. Pertanto il sistema Gauss-Boaga si identifica con i codici EPSG 3003 e EPSG 3004.